# Коддл
Коддл (Дублин коддл; ирл. Cadal (Cadal Bhaile Átha Cliath), англ. Coddle (Dublin coddle)) — традиционное ирландское блюдо. Основными ингредиентами этого блюда являются свиные сосиски, тонко нарезанный бекон, картофель и лук. По старой традиции коддл иногда готовят с ячменём, морковью, репой.
Для приготовления этого блюда сначала варят сосиски и бекон. В неглубокую кастрюлю выкладывают слоями сваренные сосиски с беконом и овощи (картофель, лук), заливают бульоном и тушат до готовности овощей. Из приправ для этого блюда используются только соль и перец, но иногда добавляют немного свежей петрушки.